# Bocht van Watum
De Bocht van Watum is een vaargeul in de Eemsmonding tussen Duitsland en Nederland. De geul loopt vanaf de Pier van Oterdum langs de Schermdijk (Windpark Delfzijl Noord) in de Oosterhoek/Oosterhorn en verder via Delfzijl, Delfzijl-Noord, Naterij, Lutjeburen, Nansum, Klein Wierum, Garbendeweer, Hoogwatum en Nieuwstad langs de oostzijde van de Eemshaven, om daar met het Oostfriesche Gaatje (Oostfriese Gat) samen te stromen in het Doekegat. De Bocht van Watum vormt de voortzetting van het Groote Gat via de Mond van de Dollard.
De bocht is vernoemd naar het verdwenen dorp Watum, dat bij het huidige Hoogwatum lag.
Tussen de Bocht van Watum en het Oostfriesche Gat liggen de zandbanken Paap en Hond. Aan westzijde ligt de zandbank Stern en aan de monding de zandbank Robbenplaat. Voor Hoogwatum ligt het Beppegat. Tussen 1888 en 1945 stond tussen Garbendeweer en Klein Wierum aan de kust de Vuurtoren van Watum.